# 松之郷 (飛島村)
松之郷（まつのごう）は、愛知県海部郡飛島村にある地名。現行行政地名は松之郷1丁目から松之郷10丁目。

## 地理
飛島村中央部に位置する。東は梅之郷、西は元起、南は竹之郷、北は渚に接する。西から順に1丁目～10丁目がある。

## 歴史

### 沿革
- 1975年（昭和50年） - 飛島新田の一部により成立[1]。

## 世帯数と人口
2015年（平成27年）10月1日現在の世帯数と人口は以下の通りである。
| 町丁   | 世帯数  | 人口  |
| ------ | ------- | ----- |
| 松之郷 | 101世帯 | 400人 |

### 人口の変遷
国勢調査による人口の推移
| 1995年（平成7年）  | 416人 | [ 6 ] |  |
| 2000年（平成12年） | 390人 | [ 7 ] |  |
| 2005年（平成17年） | 393人 | [ 8 ] |  |
| 2010年（平成22年） | 394人 | [ 9 ] |  |
| 2015年（平成27年） | 400人 | [ 3 ] |  |

## 学区
市立小・中学校に通う場合、学区は以下の通りとなる。また、公立高等学校に通う場合の学区は以下の通りとなる。
| 番・番地等 | 小学校           | 中学校           | 高等学校 |
| ---------- | ---------------- | ---------------- | -------- |
| 全域       | 飛島村立飛島学園 | 飛島村立飛島学園 | 尾張学区 |

## 交通

### 道路
- 愛知県道103号境政成新田蟹江線

## 施設
- 愛知県警察海部南部交番北緯35度4分53.7秒 東経136度47分10.8秒 / 北緯35.081583度 東経136.786333度
- 飛島村立飛島学園北緯35度4分51.2秒 東経136度47分28.1秒 / 北緯35.080889度 東経136.791139度
- すこやかセンター・健康センター北緯35度4分49.7秒 東経136度47分34.5秒 / 北緯35.080472度 東経136.792917度
- 太田医院北緯35度5分0.5秒 東経136度47分19.6秒 / 北緯35.083472度 東経136.788778度
- 渚松之郷処理場北緯35度4分51.7秒 東経136度48分0.1秒 / 北緯35.081028度 東経136.800028度

## その他

### 日本郵便
- 郵便番号 : 490-1434[4]（集配局：弥富郵便局[12]）。